# Chanteloup (Manche)
Chanteloup település Franciaországban, Manche megyében. Lakosainak száma 393 fő (2022. január 1.). Chanteloup Bréhal, Cérences, Coudeville-sur-Mer és Hudimesnil községekkel határos.

## Népesség
A település népességének változása:
| Lakosok száma | 190  | 159  | 185  | 289  | 345  | 354  | 356  | 359  | 365  | 393  |
|               | 1968 | 1982 | 1990 | 2006 | 2013 | 2015 | 2017 | 2019 | 2020 | 2022 |